# Filosofía en la Alemania nazi
El campo de investigación referido a la Filosofía durante el nacionalsocialismo busca dilucidar el papel que tuvieron los filósofos durante la Alemania nazi. El campo incluye (pero no se limita) a la cuestión de si es posible hablar de la «existencia de una filosofía típicamente nazi o sólo una mezcla ecléctica de enfoques distintos».

## Profesores universitarios y estudiantes en general
Antes de la llegada al poder de Hitler, solo algunos profesores de filosofía se habían unido al NSDAP (fueron Hermann Schwarz, Ernst Bergmann, Carl August Emge, Friedrich Lipsius, Hermann Rudolf Bäcker y Heinrich Hasse). En las elecciones convocadas antes del 30 de enero de 1933 también se afiliaron a esta ideología los filósofos Felix Krueger, Alfred Baeumler, Erich Rudolf Jaensch y Erich Rothacker. Desde el punto de vista político, hubo una tendencia de la filosofía hacia los nacionalistas alemanes o el DVP nacional liberal, si bien es necesario tener en cuenta las diferencias entre las sedes universitarias. Por su parte, el alumnado se volvió hacia el nacionalsocialismo en una etapa muy temprana y con mucho entusiasmo. La NSDStB ya era la fuerza más poderosa en las elecciones de AStA de 1931. Ese mismo año las universidades eligieron al 44,6% de todos los estudiantes para las listas nacionalsocialistas. En 1932 la proporción creció a 49,1%. Durante todo el tiempo que duró el gobierno nacionalsocialista, la participación de los estudiantes se mantuvo siempre entre el 60 y el 80 %.
A principios de la década de 1930, las universidades se encontraban en una crisis financiera y de ideas. Entre 1930 y 1932, los fondos gubernamentales se recortaron en más de un tercio. Por otro lado la supuesta falta de valores nuevos en el mundo académico suscitó crecientes críticas. En el semestre de verano de 1932, solo había 45 profesores y conferencistas privados en todas las materias.
Cuando los nazis llegaron al poder, el número de profesores universitarios de filosofía habilitados como profesores era de 180. Entre 1933 y 1945 fue de 214. De los 174 profesores universitarios que no emigraron, 45% fueron miembros del NSDAP y 17 % miembros de las SA. Un 4% se convirtió en miembro de las SS (entre ellos, Hugo Dingler y Hans Lipps).

## Incógnita de una filosofía específica de los nazis
Es indiscutible que hubo filósofos nacionalsocialistas antes de 1933 y que después de la toma del poder por los nazis, muchos filósofos se unieron al NSDAP y apoyaron al nacionalsocialismo. Se discute, sin embargo, la cuestión de si existió una auténtica filosofía nazi. Según Monika Leske, se pueden nombrar tres líneas básicas de una filosofía nacionalsocialista:
1. Activismo o Voluntarismo
2. Requisito de ser realista
3. Reclamo de integridad

La ideología nazi mostró una relación dividida con las áreas de humanidades. Por un lado, sus representantes rechazaban la filosofía académica por considerarla «ajena» y la contrastaban con una forma de pensar «realista» y «holística» que suponía unión de pensamiento y acción. Por otro lado, se intentó responsabilizar a la filosofía de la construcción del Estado nacionalsocialista.
El servicio de seguridad del Reichsführer SS registró valoraciones ideológicas de los profesores universitarios en los «expedientes SD sobre profesores de filosofía», clasificándolos como «confesionales», «liberales», «indiferentes», «políticamente positivos», filósofos explícitamente nacionalsocialistas y personal subalterno positivo. Además de los veinticinco filósofos calificados como políticamente positivos desde el punto de vista de las SS (incluido Martin Heidegger), se destacaron particularmente dieciséis más: los profesores universitarios que eran explícitamente responsables de la filosofía nacionalsocialista fueron, entre otros, Ferdinand Weinhandl, Arnold Gehlen, Heinrich-Josef Nelis y Erwin Metzke. Entre los miembros jóvenes del nacionalsocialismo se encuentran Bruno Liebrucks y Theodor Ballauff.
El filósofo y lógico Oskar Becker  escribió incluso una «Metafísica nórdica» (1938) y declaró que el ritmo de los ditirambos de Dionisio de Nietzsche era idéntico a la voluntad de poder, específicamente entre los jóvenes, el ritmo, decía, era idéntico a una marcha de las SA.
En cuanto a la filosofía de las matemáticas, la principal línea nazi fue la llamada matemática alemana, que se equiparó esencialmente con el intuicionismo fundado por L. E. J.  Brouwer y representado principalmente por Ludwig Bieberbach y Theodor Vahlen. Gustav Doetsch defendió una representación alemana «puramente aria» en la revista de matemáticas de Brouwer Compositio Mathematica. Otra interpretación de «matemáticas alemanas» fue la dirección del matemático Max Steck, que pertenecía a la Gestaltkreis relacionada con las cosas, llamada idealismo matemático.

## Migración
La filosofía se vio especialmente afectada por los efectos de las «purgas» académicas. Muchos filósofos, especialmente izquierdistas y judíos, emigraron. Esta fuga de cerebros restringió el espectro intelectual de la filosofía alemana. Si bien todavía hubo 56 cátedras de filosofía en las universidades de la República de Weimar, este número se redujo a 36 en el Tercer Reich. El número total de catedráticos emigrantes fue de cuarenta.

## Filósofos solidarios
Los pensadores Alfred Baeumler y Ernst Krieck, nombrados a menudo como filósofos del nacionalsocialismo, no pudieron imponerse contra la ideología nazi bajo el liderazgo de Alfred Rosenberg. En la organización de Rosenberg Kampfbund für deutsche Kultur (o Comunidad cultural nazi) estaban inscritos Alfred Baeumler (Dresde), Otto Friedrich Bollnow (Gotinga), Wilhelm Grebe (Fráncfort del Meno), Eugen Herrigel (Erlangen) y Erich Jaensch hasta 1935 (Marburgo), Eugen Kühnemann (Breslavia), Richard Oehler (Fráncfort del Meno), Hans Rupp (1880-1954, Berlín) y Ferdinand Weinhandl (Kiel). La primera conferencia de trabajo filosófica de la oficina de Rosenberg tuvo lugar en marzo de 1939 en el castillo de Buderose para explorar la filosofía de los jóvenes en el sentido de Rosenberg. Otro caso a destacar es el de Hans Heyse. Heyse se convirtió en rector de Königsberg en otoño de 1933 y fue editor de los estudios de Kant en el verano de 1935. En contra de la voluntad de la facultad de filosofía de este recinto, fue designado a Gotinga (después de la expulsión del respetado profesor titular, Georg Misch, un estudiante de Dilthey) donde creó una «Academia de ciencias para la Asociación Nacional Socialista de Conferencistas». En 1937, Heyse fue jefe de la delegación alemana en el Séptimo Congreso Internacional de Filosofía en París. Los filósofos völkisch de la era nazi (y de la República de Weimar) incluyen a los famosos filósofos Max Wundt y Bruno Bauch, así como al miembro del partido Hermann Schwarz. Algunos filósofos famosos solo se mostraron positivos en torno al nacionalsocialismo durante la fase inicial de esta ideología. Martin Heidegger, Erich Rothacker y Arnold Gehlen, por ejemplo. Gehlen trabajó en los meses de verano de 1933 y 1934 en un libro sobre La filosofía del nacionalsocialismo, que, sin embargo, no se publicó. En Idealism and the Present (1935), Gehlen se propuso la tarea de una «filosofía y teoría científica nacionalsocialista» (p. 354). Los filósofos Erich Rothacker, Carl August Emge, Erich Rudolf Jaensch y Ernst Krieck apoyaron al nacionalsocialismo incluso antes de la toma del poder por parte de Hitler.

## El caso Martin Heidegger
El filósofo alemán más importante que se convirtió en partidario del nacionalsocialismo fue Martin Heidegger. Este fue miembro del NSDAP desde 1933 hasta 1945, aunque su actividad política como tal duró apenas unos meses.
La aprobación de Heidegger de la «Revolución Nacional» de Adolf Hitler se expresó públicamente durante aproximadamente dos años: desde 1932 hasta alrededor de 1934. En 1933 se presentó como rector de la Universidad de Friburgo en eventos nazis, lució una insignia del partido nazi, glorificó a Hitler y en noviembre proclamó a los estudiantes alemanes «la completa conmoción de nuestra existencia alemana». A principios de 1934 dimitió de su cargo de rector. En una nota marginal de su conferencia «Die Zeit des Weltbildes» de 1938 (que no fue presentada) Heidegger polemizó contra «la laboriosa fabricación de productos tan absurdos como lo son las filosofías nacionalsocialistas». Según Otto Pöggeler, fue la idea de Friedrich Nietzsche de la gran política «la que llevó a Heidegger al nacionalsocialismo antes de que Nietzsche se convirtiera en el medio por el cual Heidegger criticara al nacionalsocialismo». Se trata de una posición que a menudo ha sido puesta en duda después de que los Cuadernos negros de influencia nazi se conocieran en 2014.
Según Dieter Thomä, la ideología nazi no ofrece una imagen cerrada y coherente, sino que tiene un carácter ecléctico. Es un «síndrome» y no un «sistema». Esto se refleja en parte en la posición interna y las luchas de poder en las que participó Heidegger. Las diferencias resultantes obedecen a cuestiones de poder-político más que teórico-sistemáticas, por lo que «una fijación del nacionalsocialismo contra la cual los textos de Heidegger pueden ser contrastados como una prueba de fuego», dice Thomä, es una empresa casi absurda. Thomä llega a la conclusión de que Heidegger y el núcleo de su obra filosófica, encajan en el síndrome nazi.
Según Sidonie Kellerer y otros autores, ha quedado claro desde 2014 que la defensa de Heidegger de las ideas del nacionalsocialismo no fueron de modo alguno temporales: los Black Booklets - documentos inéditos de la época del nacionalsocialismo - muestran que Heidegger, quien en 1939 fue relevado de su «antiguo engaño en torno a la esencia del nacionalsocialismo» y la «necesidad de su afirmación» escribió y pensó de modo antisemita y nacionalsocialista. En su disertación de 2013, Kellerer muestra que Heidegger inventó la historia de que había sido un error su percepción después de 1945 para engañar a sus intérpretes posteriores. Arpad Sölter (2017) explica el compromiso de Heidegger con el nacionalsocialismo a partir de su crítica cultural y pensamiento alienante, que extiende a la crítica de la conditio moderna ya expuesta en su obra principal Sein und Zeit (1927). Se trata, según él, de una teoría de la época actual con graves percepciones erróneas. Más bien, afirma, «Heidegger se había "estilizado a sí mismo" como un asesor filosófico del estado del Führer, a quien creía que podía moldear intelectualmente y posiblemente domesticar con una especie de arrogancia».

## Después de 1945
Ernst Krieck murió en un campo de internamiento en 1947, Baeumler y Heyse nunca regresaron a un puesto académico. Después de la «desnazificación», Rothacker trabajó durante mucho tiempo en la Universidad de Bonn. Jürgen Habermas y Karl-Otto Apel recibieron sus doctorados con él.